# Rio Drăguiasa
O Rio Drăguiasa é um rio da Romênia, afluente do Vişeu, localizado no distrito de Maramureş.